# 永山瑛太
永山瑛太（日语：／ Nagayama Eita，1982年12月13日—），為日本男演員。其生于新潟縣，東京都板橋區出身。毕业于保善高等學校。其妻為歌手木村KAELA。2019年之前原使用藝名「瑛太」，同年12月25日宣布改回本名。

## 略歴
- 家中三兄弟的老二，哥哥是創作家、演員、模特兒永山龍彌。弟弟是演員永山絢斗。
- 日本東京都板橋區立蓮根第二小學→板橋區立志村第三中學→私立保善高等學校（2001年畢業）。
- 1999年7月在原宿被星探發掘，以EITA為藝名，作為Hot Press雜誌模特兒身分出道。
- 2001年在電視劇《再見，小津老師》作為演員初次亮相。
- 2002年到2003年左右改稱瑛太。
- 2003年演出電視劇《五個撲水的少年Ｉ》中的五名要角之一。同年在富士電視台深夜劇《男湯》第一次擔任主角。
- 2006年《非關正義》中的安藤一之讓觀眾首度注目到他從電影演出磨練而來的演技。
- 2009年 主演富士電視台週一晚間九點連續劇《Voice～來自亡者的聲音》，這也是他第一次的連續劇主演。
- 2010年6月宣佈與女歌手木村KAELA（懷孕五個月）結婚。
- 2010年10月妻子木村KAELA順利產下一男嬰。
- 2012年在連續劇幸運7人組飾演新田輝。
- 2013年1月10日在連續劇最棒的離婚主演濱崎光生。
- 2013年10月妻子木村KAELA產下女嬰。

## 人物
- 專長：足球，中學時曾獲「足球都大会優秀選手賞」，高中則是以足球體保進入保善高等學校就讀。
- 興趣：攝影、鼓、閱讀、黑白棋
- 喜歡的作家：村上春樹、大藪春彥
- 喜歡的音樂家：くるり(團團轉樂團)、Mr.Children，西洋方面則是門戶樂團(The Doors)
- 尊敬的人：Johnny Depp、松田優作、松田龍平、森山未來等
- 招風耳為其特徵，在《五個撲水的少年Ｉ》與《非關正義》中都被加入劇本題材。
- 要好的友人包括作家Lily Franky、前輩千原Junior、共演的同輩藝人新井浩文、片山怜雄、小出惠介、松田龍平、森山未來、小栗旬等等。
- 因為演出《交響情人夢》，已經會用小提琴拉貝多芬的『春』。
- 中學的時候有尿床的困擾，所以那時候媽媽每晚都會煮銀杏給他吃。(『新・食わず嫌い王決定戦』)
- 座右銘：「ちゃんとやる！」

## 戲劇

### 電視劇
- 再見，小津先生（2001年10月 - 12月，富士電視台）飾 三上剛  ※電視初出演
- 午餐女王（2002年7月 - 9月，富士電視台）飾 酒井昴
- 私家偵探濱麥克 第8話（2002年8月19日，日本電視台）飾 来栖千尋
- 遙控刑警 第3、4話（2002年10月 - 12月，日本電視台）飾 沢村圭輔
- 愛相隨（2003年1月 - 3月，富士電視台）飾 森永孝平
- 寵物情人（2003年4月 - 6月，TBS）飾 堀部順平
- 男湯 I（2003年5月3日，富士電視台）飾 小池永一 ※初主演
- WATER BOYS I（2003年7月 - 9月，富士電視台）飾 田中昌俊
- 男湯 II（2003年11月8日，富士電視台）飾 小池永一  ※主演
- 初戀.com（2003年12月22日、25日，日本電視台）飾 水島浩平
- 二十歲～1983年生的（2004年1月10日，富士電視台）飾 中島大輔
- Orange Days（2004年4月 - 6月，TBS）飾 矢島啓太
- 菜鳥老師來報到（2004年10月 - 12月，富士電視台）飾 桜木拓
- 我們都曾是小孩子（或譯童年時光）（2005年1月 - 3月，富士電視台）飾 佐上柾
- 東京朋友（2005年6月3日，富士電視台）飾 新谷隆司
- WATER BOYS 2005夏（2005年，富士電視台）飾 田中昌俊
- Unfair（或譯非關正義）（2006年1月 - 3月，富士電視台）飾 安藤一之
- SUPPLEMENT（或譯戀愛維他命）（2006年7月 - 9月，富士電視台）飾 萩原智
- Unfair（或譯非關正義）特別篇 ～暗號解讀（2006年10月3日，富士電視台）飾 安藤一之
- 交響情人夢（2006年10月 - 12月，富士電視台）飾 峰龍太郎
- 交響情人夢 巴黎篇（2008年1月4日、5日，富士電視台）飾 峰龍太郎
- 篤姬（2008年1月 - 12月，NHK）飾 肝付尚五郎→小松帶刀
- Loss：Time：Life 第一話（2008年2月2日，富士電視台）飾 中山春彥 ※主演
- 東京大空襲（2008年3月17日、18日，日本電視台）飾 朴順仁
- Last Friends（2008年4月 - 6月，富士電視台）飾 水島タケル
- Voice～來自亡者的聲音（2009年1月 - 3月，富士電視台）飾 加地大己  ※主演
- 無法坦白（2010年4月 - 6月，富士電視台）飾 中島圭介  ※與上野樹里雙主演
- 儘管如此也要活下去（2011年7月 - 9月，富士電視台）飾 深見洋貴　※主演
- 幸運7人組（2012年1月 - 3月，富士電視台）飾 新田輝
- 最棒的離婚（2013年1月10日 - 3月21日，富士電視台）飾 濱崎光生　※主演
- 真幌站前番外地（2013年1月11日 - 3月29日，東京電視台、電視劇24）飾 多田啟介 ※主演
- 极北狂想曲（2013年3月19日，NHK）飾 今中良夫　※主演
- 黑色福音（2013年1月19日，朝日电视台）飾 市村由孝　※主演
- 年輕人們2014（2014年7月 - 9月，富士电视台）飾 佐藤曉
- 偵探物語（2017年7月14日，TBS）飾 七瀨五郎 ※主演
- 西鄉殿（2018年1月 - 12月，NHK）飾 大久保利通。
- anone（2018年1月 - 3月，日本電視台）飾 中瀨古理市
- （2020年1月5日，TBS）飾 兵藤幸太郎[3]
- Living 第2話（2020年5月30日，NHK綜合）[4][5][6]
- 離婚活動（2021年4月，TBS）飾 緒原紘一
- 勿說是推理（2022年1月，富士電視台）飾 犬堂我路 / 熊田翔
- Elpis-是希望還是災禍- 第3話（2022年11月，關西電視台、富士電視台）飾 雜貨店店主
- 我們之間沒有的（2023年4月，富士電視台）飾 吉野陽一
- 不要跨越時空，戀人們（2023年10月，關西電視台、富士電視台）飾 井浦翔

### 電影
- 藍色青春（2001年）
- 少女殺手阿墨(百人斬少女)（2003年）
- 9 Souls（2003年）
- オモヒノタマ～念珠第3話「參の珠　オレオレ」（2004年）
- Believer（2004年）
- 電車男（2005年）
- 夏日時光機（2005年）※電影初主演。
- 空中庭園（2005年）
- 喜歡你。（2006年）
- 令人討厭的松子的一生（2006年）
- 東京朋友電影版（2006年）
- 多羅羅（2007年）
- 鄰町戰爭（2007年）
- 家鴨與野鴨的投幣式寄物櫃（2007年）※與濱田岳雙主演。
- 銀色的季節（2008年）※主演。
- 生命最後一個月的花嫁（2009年） ※與榮倉奈奈雙主演。
- 蛤蟆的油（2009年）
- 親愛的醫生（2009年）
- 男兒有淚不輕彈（2009年）
- 交響情人夢最終章 前篇（2009年)
- 交響情人夢最終章 後篇（2010年）
- 怪獸俱樂部（2011年）
- 真幌站前多田便利屋（2011年） ※與松田龍平雙主演。
- 讓我們乘A列車前行吧（2011年）
- 大鹿村騒動記（2011年）
- 一命（2011年）※與市川海老藏雙主演。
- WILD SEVEN 7（2011年）※主演。
- 幸福特快車（2013年）
- 真幌站前狂騷曲（2014年）※與松田龍平雙主演。
- 64：史上最凶惡綁架撕票事件（2016年）飾演 秋山修次。
- 鼴鼠之歌2：香港狂騷曲（2016年）飾演 兜真矢。
- 殿下萬萬稅（2016年）飾演 菅原屋東家。
- Ringside Story (台灣翻譯沒關係，是渣男阿！台灣2018年6月8日上映)（2017年10月14日）※與佐藤江梨子雙主演。
- 兵乓少女大逆襲（2017年10月21日）※與新垣結衣雙主演。
- 光（2017年11月25日）
- 友罪（2018年5月25日）飾演 鈴木秀人
- 太陽之家（2020年1月17日）飾演 河井高史
- 北齋：浮世繪傳奇（2021年5月28日）飾演 柳亭種彥
- 那些得不到保護的人（2021年10月1日，台灣於2022年4月8日上映）飾演 三雲忠勝
- 怪物（2023年）飾演 堀道敏
- 勿說是推理（2023年9月15日）飾演 犬堂我路

### 舞台劇
- 怪談-牡丹燈籠（2009年）
- 東京月光魔曲（2009年，KERE導演作品）
- 玻璃動物園（2012年，長塚圭史導演作品）
- MIWA（2013年，野田秀樹導演作品）
- 逆鱗（2016年，野田秀樹導演作品）[7]
- 遮陽帽兄弟（2017年，宮藤官九郎導演作品）

## 廣告代言
- TDK DIGITAL MEDIA
- 任天堂 薩爾達傳說 穆修拉的假面(2000年)
- 東芝 C310T(移動電話)(2000年)
- 日本可口可樂(2001年)
- トンボ(TOMBOW)學生服(2002年)
- NTTDOCOMO北海道 FOMA 2051(2003年)
- プロミス(金融業公司)(2003年)
- Canon EOS Kiss Digital(2004年 - 2005年)
- N.Y.グッゲンハイム美術館展(2004年)
- Calbee 夏Potato(2004年)
- 明治製菓 アーモンド・マカダミヤ(2005年)
- 講談社 雜誌KING(2006年)
- ASAHI飲料 若武者(2006年 - 2007年)
- 民放連 CM的CM(2006年 - 2007年)
- 大塚製藥 Calorie Mate(2007年 - 2008年)
- NTT DoCoMoDoCoMo2.0(2007年 - 2008年)
- 江崎固力果OTONA GLICO(2008年)
- 麒麟麦酒Smooth(2008年)
- 資生堂「uno FOG BAR」(2009年)
- 資生堂 UNOバージョンUPしちゃいなよ(2013)

## 連載
- 講談社「雜誌KING」「Lily Franky&瑛太的對談企劃『嗯。』」(2006.9～)

## 獎項
- 2008年高崎電影節最佳男主角《家鴨與野鴨的投幣式寄物櫃》
- 第61回日本放送映画藝術大賞 優秀男配角奖（2006年）《Unfair》《交響情人夢》
- 2009年エランドール（Élan d'or）賞 新人賞《最後的朋友》《笃姬》
- 第17回橋田賞 新人賞 (2009年)
- 第34回報知電影獎 最佳男配角賞（2009年）《生命最後一個月的花嫁》 《蛤蟆的油》《Dear Doctor》《男兒有淚不輕彈》
- 第52回藍絲帶獎 最佳男配角賞（2009年）《蛤蟆的油》《Dear Doctor》《男兒有淚不輕彈》《交響情人夢最終章 前篇》
- 第33回日本電影金像獎 優秀男配角賞《Dear Doctor》
- 第64回日本放送映画藝術大賞 優秀男配角賞《Dear Doctor》
- 2011年月刊TVnavi夏季電視劇獎 最佳男主角《儘管如此也要活下去》
- 第70回日剧学院赏 最佳男主角（2011年）《儘管如此也要活下去》
- 第33回橫濱電影節 最佳男主角（2011年）《多田便利屋》
- 第72回日剧学院赏 最佳男配角 (2012年)《幸運7人組》
- 第76回日劇學院賞 最佳男主角（2013年）《最棒的離婚》
- 第6回東京國際戲劇節電視劇獎最佳男主角（2013年）《最棒的離婚》
- 第108回日劇學院賞 最佳男配角（2021年）《離婚活動》

## 外部連結
- 永山瑛太官方網站 （页面存档备份，存于）
- 永山瑛太的X（前Twitter）（日語）
- 永山瑛太的IG